# Cassia curvistyla
Cassia curvistyla är en ärtväxtart som beskrevs av John McConnell Black. Cassia curvistyla ingår i släktet Cassia och familjen ärtväxter. Inga underarter finns listade i Catalogue of Life.